# Tipula theowaldana
Tipula theowaldana är en tvåvingeart som beskrevs av Alexander 1964. Tipula theowaldana ingår i släktet Tipula och familjen storharkrankar. Inga underarter finns listade i Catalogue of Life.